# Europamästerskapen i fälttävlan 1991
Europamästerskapen i fälttävlan 1991 arrangerades i Punchestown, Irland. Tävlingen var den 20:e upplagan av europamästerskapen i fälttävlan.

## Resultat
| Placering | Ryttare             | Häst                           | Land |
| --------- | ------------------- | ------------------------------ | ---- |
| 1         | Ian Stark           | Glenburnie                     | GBR  |
| 2         | Richard Walker      | Jacana                         | GBR  |
| 3         | Karen Straker       | Get Smart                      | GBR  |
| 4         | Herbert Blöcker     | Feine Dame                     | GER  |
| 5         | Mairead Curran      | Watercolour                    | IRL  |
| 6         | Fiona van Tuyll     | Olympic Bristols Autumn Bronze | NED  |
| 13        | Fredrik Bergendorff | Michaelmas Day                 | SWE  |

| Placering | Land           |
| --------- | -------------- |
| 1         | Storbritannien |
| 2         | Irland         |
| 3         | Frankrike      |